# مایکل استفنز (فوتبال)
مایکل استفنز (انگلیسی: Michael Stephens؛ زادهٔ ۳ آوریل ۱۹۸۹) یک بازیکن فوتبال اهل ایالات متحده آمریکا است.